# Fomitopsis feei
Fomitopsis feei är en svampart som först beskrevs av Elias Fries, och fick sitt nu gällande namn av Kreisel 1971. Fomitopsis feei ingår i släktet Fomitopsis och familjen Fomitopsidaceae.   Inga underarter finns listade i Catalogue of Life.